# Vitālijs Spasjoņņikovs
Vitālijs Spasjoņņikovs (Riga, 24 april 1986) is een Lets voetbalscheidsrechter. Hij is in dienst van FIFA en UEFA sinds 2021. Ook leidt hij sinds 2013 wedstrijden in de Virslīga.
Op 29 maart 2023 leidde Spasjoņņikovs zijn eerste wedstrijd in de Letse nationale competitie. Tijdens het duel tussen Liepājas Metalurgs en FK Metta (4–0) trok de leidsman driemaal de gele kaart. In Europees verband debuteerde hij op 8 juli 2021 tijdens een wedstrijd tussen FC Honka en NSÍ Runavík in de eerste voorronde van de UEFA Europa Conference League; het eindigde in 0–0 en Spasjoņņikovs hield zijn kaarten op zak. Zijn eerste interland floot hij op 7 juni 2021, toen Oekraïne met 4–0 won van Cyprus door doelpunten van Andrij Jarmolenko (tweemaal), Oleksandr Zintsjenko en Roman Jaremtsjoek. Tijdens dit duel gaf Spasjoņņikovs aan de Cyprioot Andreas Panayiotou een rode kaart.

## Interlands
| Datum            | Plaats                 | Wedstrijd               | Uitslag | Competitie           | Kreeg geel | Kreeg voor de tweede keer geel en dus rood | Weggestuurd |
| ---------------- | ---------------------- | ----------------------- | ------- | -------------------- | ---------- | ------------------------------------------ | ----------- |
| 7 juni 2021      | Charkiv, Oekraïne      | Oekraïne – Cyprus       | 4 – 0   | Vriendschappelijk    | 0          | 0                                          | 1           |
| 19 november 2022 | Tallinn, Estland       | Estland – Litouwen      | 2 – 0   | Vriendschappelijk    | 3          | 0                                          | 0           |
| 7 september 2023 | Kopenhagen, Denemarken | Denemarken – San Marino | 4 – 0   | EK 2024 kwalificatie | 0          | 0                                          | 0           |

Laatst bijgewerkt op 13 oktober 2023.